# Bankerhäst
Bankerhästen är en ganska liten hästras från delstaten North Carolina i USA. Den är vild eller halvvild och lever i sumpmarkerna på öarna utanför North Carolinas kust. De härstammar med stor sannolikhet från de spanska hästar som conquistadorerna hade med sig till Amerika under 1500-talet. 

## Historia
För mer än 500 år sedan strandade spanska conquistadorer i Amerika, lastade med bland annat spanska hästar. Dessa anses vara grunden till Bankerhästen, likväl som Bankerhästens närmaste släkting och granne från South Carolina, hästrasen carolina marsh tacky. Även spansk mustang anses härstamma från samma hästar. Under 1580-talet var North Carolina även en engelsk koloni vilket lett till diskussioner om huruvida Bankerhästen har engelskt blod i sig, men då hästen främst finns på öarna utanför North Carolina kust kan man bara anta att andra hästar släppts fria direkt på ön, eller att de simmat dit från fastlandet eller om ett skepp förliste. 
Men ända sedan 1700-talet har hästarna dokumenterats på öarna och ingen annan inblandning har skett. Under 1950-talet fanns flera tusen av dessa hästar på öarna och en del hästar fångades in och tämjdes till packdjur och körhästar och även en del ridning. Hela North Carolinas utveckling hjälptes till av att man hade tillgång till bankerhästarna. Insamlingar av hästarna hölls årligen som kallades ”Pony Pennings”.
Antalet minskade dock rejält då hästarna oftast blandades upp med andra raser för att få bättre hästar och när mekaniseringen av jordbruken ökade så försvann hästarna ganska snabbt. De renrasiga hästarna som levde vilt fick dock vara kvar och idag finns de i enbart några hundra exemplar. En hjälporganisation startades under sent 1990-tal för att rädda bankerhästen som anses vara kritiskt utrotningshotad. Lite räddningsarbete har underlättat stammen att växa genom att hästarnas revir numera är ett reservat för hästarna. 

## Egenskaper

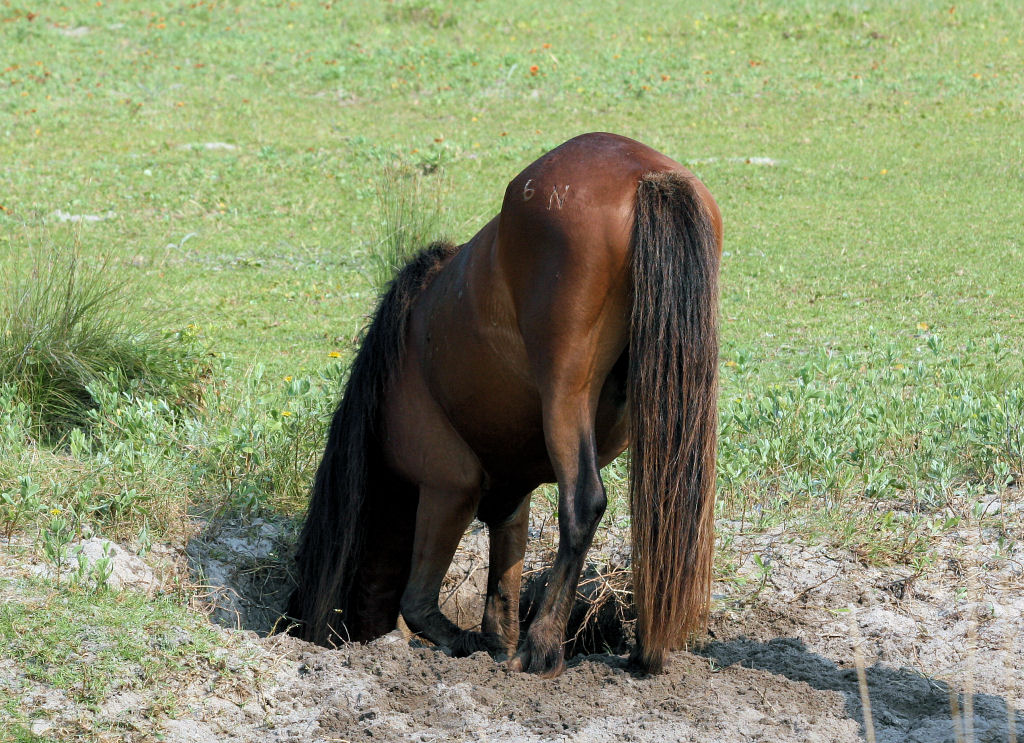
Bankerhästarna har lärt sig att gräva, både efter mat och vatten och som skydd mot vind och regn.

Bankerhästen har en otrolig överlevnadsinstinkt och naturligt försvar mot sjukdomar och insektsbett. Flera generationers liv i sumpmarkerna har gjort att hästen lärt sig gräva i de sumpiga markerna efter både mat och dricksvatten. En del hästar lever även i fångenskap där de används till ridning och en del exemplar har visat sig ha en hel rad extra gångarter vilket även det visar på spansk härkomst. Ett genetiskt test har visat att hästarna bär på den gen, kallad Q-ac, som återfinns hos de spanska hästarna. Det visade även att bankerhästarna enbart bär på 29 alleler, vilket visar på mycket små genetiska skillnader, vilket gör Bankerhästen till en av de mest renrasiga vilda hästraserna i världen, troligtvis då den är så isolerad på öarna. Många andra vildhästar innehar ett stort register av olika raser i sig då ingen kontroll av avel finns. 
Bankerhästen visar även på ett spanskt utseende med bred panna och de är oftast ganska tillgivna och lugna djur även om de är vildhästar. Det är inte svårt att tämja dessa hästar. Den breda pannan och raka nosprofilen visar även det på spanskt blod då detta förekommer hos många av dagens spanska hästraser. Manen är lång och oftast silkeslen. Hästarna är ponnyer om man ser till mankhöjden.